# Casino: Love and Honor in Las Vegas
Casino: Love and Honor in Las Vegas è un romanzo biografico, scritto da Nicholas Pileggi nel 1995, ed adattato lo stesso anno per il grande schermo dal regista Martin Scorsese, nel film Casinò. Esso è basato sulla vera storia di Joseph Aiuppa, Frank Rosenthal, Anthony Spilotro e Geraldine McGee Rosenthal. Pileggi asserì che l'idea per il libro gli venne mentre assisteva ad un processo per evasione fiscale ai boss di Chicago e Milwaukee.
Il libro si avvale delle vere testimonianze di Frank Rosenthal, mentre gli altri punti di vista sono ricostruiti tramite varie testimonianze.

## Trama
Il libro racconta 30 anni di mafia, corruzione e gioco d'azzardo a Las Vegas, attraverso gli occhi di uno dei più grandi proprietari di casinò dell'epoca, Frank Rosenthal, e le sue sporche amicizie nel mondo del crimine, tra le quali spicca Anthony Spilotro. A questa trama si interseca la storia d'amore con la bella Geraldine McGee, prostituta invaghita del proprio pappone, Leonard Marmor. Dopo un periodo di apogeo, il casinò - e dunque la vita di Frank - inizia a decadere, sino a ritornare al punto di partenza.

## Edizioni
- Nicholas Pileggi, Casino: Love and Honor in Las Vegas, Simon & Schuster, 1995,  pp. 368, ISBN 0-684-80832-3.